# Klein Zicker

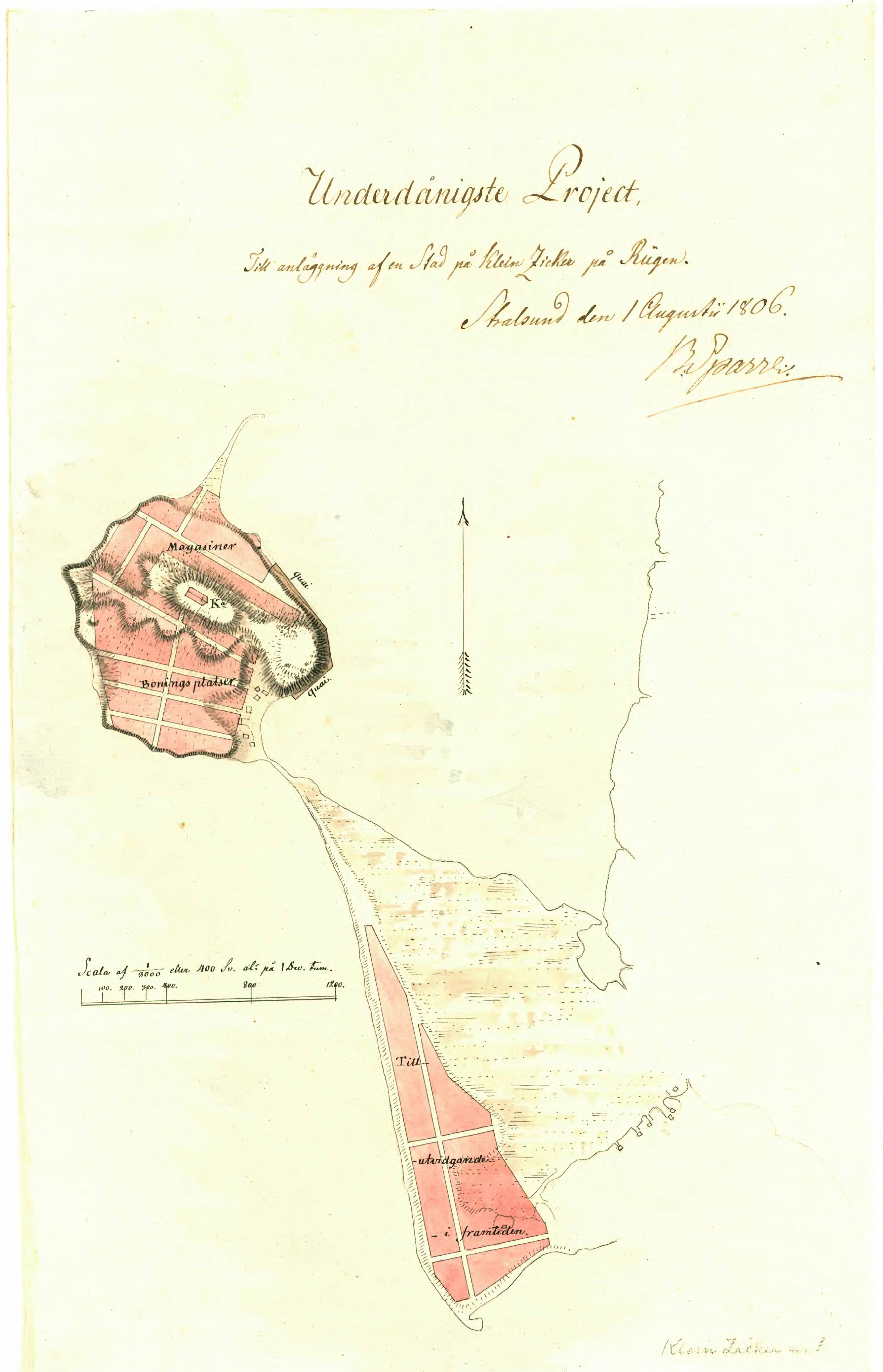
Plan des Hafens Gustavia auf Klein Zicker

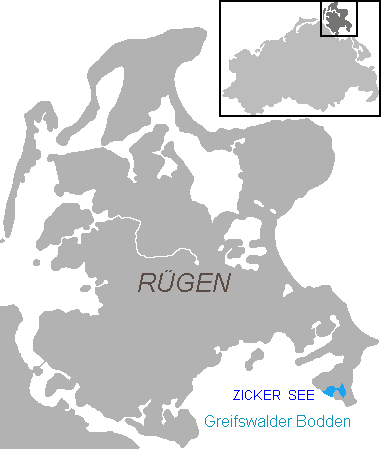
Klein Zicker liegt südlich des Zicker Sees

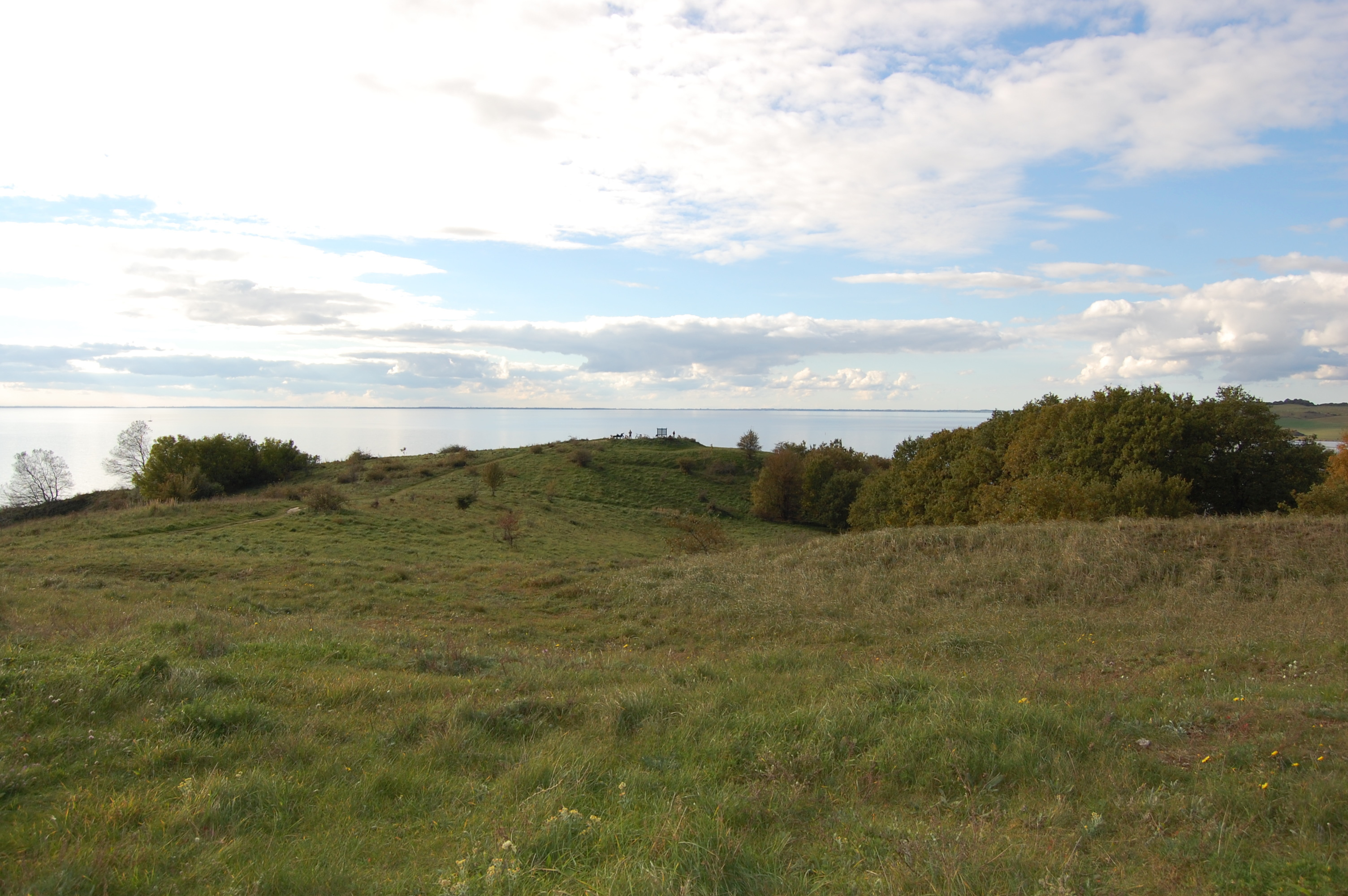
Blick über die Hügellandschaft Klein Zickers zum Aussichtspunkt

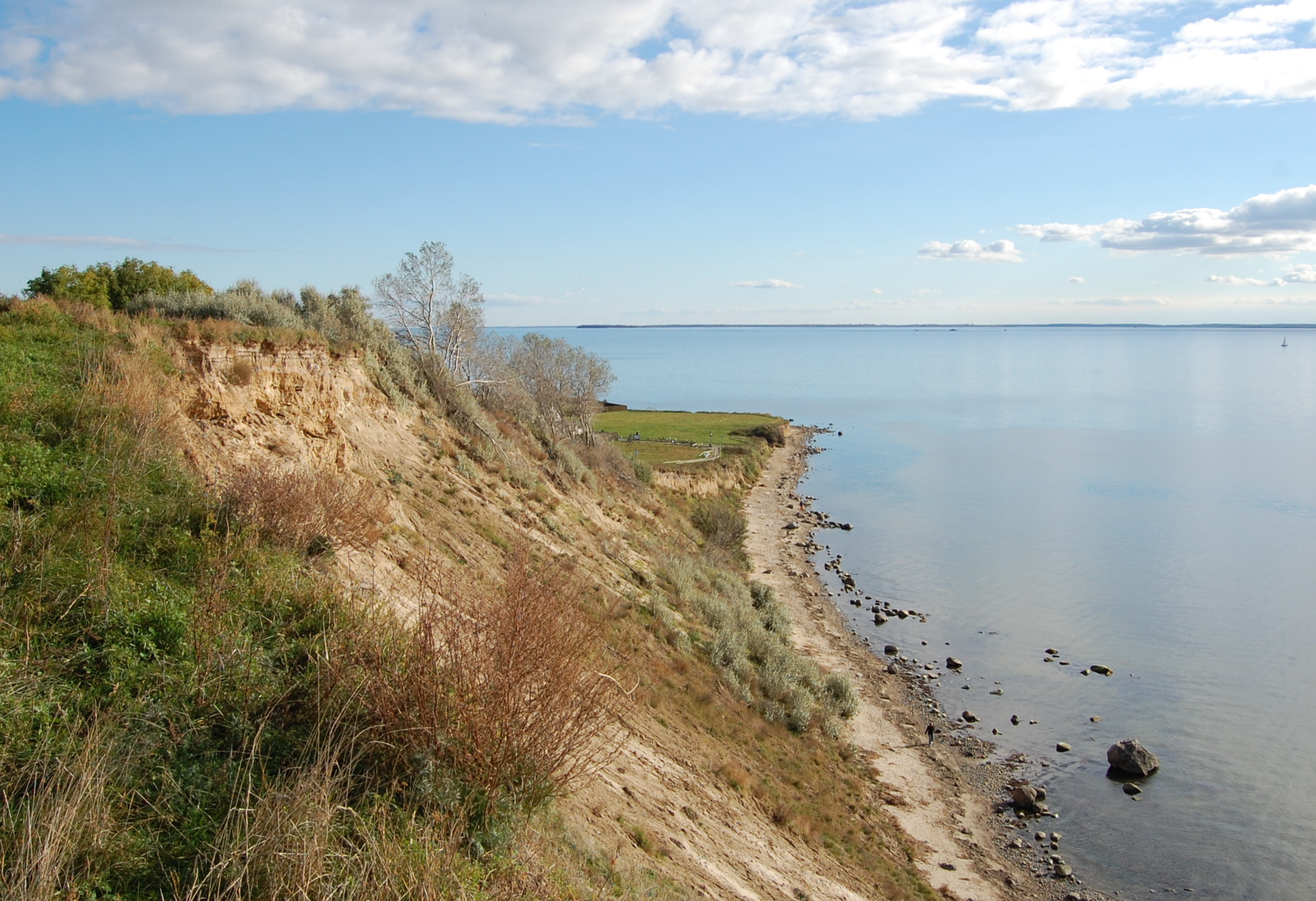
Steilküste im Westen der Halbinsel

Klein Zicker ist eine zur Ostseeinsel Rügen gehörende Halbinsel. Sie ist Teil der Halbinsel Mönchgut, an deren südlichen Ende sie liegt und mit der sie im Südosten über eine gut 130 Meter breite Landenge verbunden ist. Klein Zicker ist rund 750 Meter lang und bis zu 650 Meter breit.
Im Osten und Norden grenzt Klein Zicker an den Zicker See, im Westen und Südwesten befindet sich der Greifswalder Bodden. Auf Klein Zicker befindet sich das Dorf Klein Zicker, das zur Gemeinde Mönchgut gehört. Das Innere der Halbinsel ist hügelig und erhebt sich bis auf eine Höhe von 38 Metern. Am Westufer ist eine Steilküste ausgeprägt. Über der Steilküste befindet sich ein Aussichtspunkt, der einen weiten Blick über Mönchgut und den Greifswalder Bodden erlaubt. Die Nordspitze der Halbinsel wird vom Haken Lüttzicker Urt gebildet. Im Osten der Halbinsel besteht der vor allem von der Fischerei genutzte Hafen Klein Zicker.
Anfang des 18. Jahrhunderts hatten schwedische Truppen auf einem Hügel die Schanze bei Klein Zicker angelegt, deren Reste in einem kleinen Waldstück noch erkennbar sind. Anfang des 19. Jahrhunderts planten die Schweden die Errichtung der Hafenstadt Gustavia auf Klein Zicker, die Pläne wurden jedoch letztlich nicht umgesetzt. In der Zeit der DDR wurden Teile der Halbinsel durch das sowjetische Militär genutzt. Nach der Aufgabe dieser Nutzung blieben ruinöse Gebäude, Stacheldrahtzäune, Autowracks und Müll zurück. Ab 1997 erfolgte die Renaturierung. Die Militärbauten wurden abgerissen und 45.000 m³ Schutt und Müll abgefahren, die Gräben und Bauterrassen planiert. Dabei wurde darauf geachtet, der Oberfläche wieder die für den pleistozänen Moränenkern typischen Schwünge zu geben und das ursprüngliche Landschaftsbild wiederherzustellen. Insgesamt wurden 37.000 m³ Erdreich bewegt. Auf acht Hektar wurde eine der ursprünglichen Vegetation angepasste Trockenrasenmischung ausgebracht, um Bodenerosion zu verhindern. So entstand ein artenreicher Trocken- und Magerrasen. Die Pflege des Biotops erfolgt durch eine regelmäßige Beweidung.